# Интернет-конференция
Интернет-конференция — это возможность прямого общения одного лица с целевой интернет-аудиторией посредством коммуникационных программ в сети Интернет.

## Процедура проведения
Наиболее эффективным является участие в конференции первого лица государственного органа (ведомства) или компании.
Сбор вопросов пользователей (граждан) осуществляется с помощью соответствующей онлайн формы. Как правило, обработкой сообщений пользователей осуществляется соответствующими центрами приема сообщений или пресс-службой государственного органа (ведомства) или компании.
Далее в течение нескольких рабочих дней осуществляется: проверка связи с обратившимися пользователями и подготовка ответов на их вопросы. После проведения Интернет-конференции (интернет-конференции) подготавливается отчет об онлайн-приеме с публикацией вопросов и ответов на странице сайта, посвященной данной Интернет-конференции. Одними из первых в проведении онлайн-приёмов (интернет-конференций) стали первые лица государства — Президенты РФ Владимир Путин и Дмитрий Медведев, с марта 2008 года на базе электронного издания Информационно-правовой портал «ЗАКОНИЯ» проводятся онлайн-приемы руководства государственных органов (ФМС и его территориальных органов, ФСИН, Правительства Московской области, Московского метрополитена) и учреждений (Московский метрополитен) с пользователями портала.

## Интернет-конференции, проведенные

### Главами государств
- Интернет-конференция Владимира Путина
- Интернет-конференция Дмитрия Медведева
- Интернет-конференция Барака Обамы

Барак Обама провел в Белом Доме свою первую интернет-конференцию. Примерно 1,5 часа американский президент отвечал на письма, которые приходили по электронной почте, и одновременно общался со зрителями. Вопросы интернет-пользователей отбирались по степени популярности. Большинство из них, разумеется, касались экономической ситуации. Обама в очередной раз рассказал об антикризисных мерах и ситуации с ипотекой. Коснулся президент и рынка труда. По его словам, рост занятости возобновится не скоро. А самым популярным и при этом самым неожиданным — был признан вопрос о том, не пора ли разрешить продажу марихуаны, чтобы это приносило в казну дополнительные налоги.
- Интернет-конференция Леонида Кучмы

Интернет-конференция с Леонидом Кучмой состоялась 13 сентября 2002 года с 13:00 до 14:00. Трансляция Интернет-конференции осуществлялась в формате Real-Video.
Президент получил большое количество вопросов и успел на многие из них ответить, в том числе был вопрос и об угрозе ухудшения отношений Украины и России из-за анонсированного Украиной вступления в НАТО.
- Интернет-конференция Нурсултана Назарбаева

Приём Президента Казахстана гражданами в режиме онлайн проходил в городе Астана 7 июля 2007 года. Н. Назарбаев рассматривал различные вопросы: экономические, финансовые, обеспечение жильём молодых специалистов на селе, развитие центров культуры в городах.

### Руководителями органов государственной властиРФ
- Интернет-конференция ФМС
- Интернет-конференция ФСИН
- Интернет-конференция Правительства Московской области
- Интернет-конференция Рамзана Кадырова

В среду в Грозном состоялась интернет-конференция президента ЧР Рамзана Кадырова. Она длилась почти два часа, в течение которых глава республики ответил более чем на 40 вопросов. Вопросы к президенту ЧР поступали в форме телефонных звонков, SMS-сообщений и прямых интернет-видеоподключений.
Людей в основном интересовало состояние дел в Чеченской Республике, проблемы социально-экономического возрождения республики, вопросы обеспечения жильём, призыва в армию, перевода заключенных из числа чеченцев на содержание в места лишения свободы на территории Чеченской Республики и многое другое.